# Justas Sinica
Justas Sinica (Visaginas, 31 maggio 1985) è un cestista e allenatore di pallacanestro lituano.

## Palmarès

### Giocatore
- Campionato lituano: 2

Lietuvos rytas: 2008-09, 2009-10
- Lega Baltica: 1

Lietuvos rytas: 2008-09
- Eurocup: 1

Lietuvos rytas: 2008-09
- NM1: 1

Caen: 2016-17
- Sostinės krepšinio lyga: 1

Stekas Rivile Vilnius: 2022-23